# Zhané
Zhané est un duo de RnB et hip-hop soul américain originaire de Philadelphie. 

## Membres
- Jean Norris-Baylor
- Renee Neufville

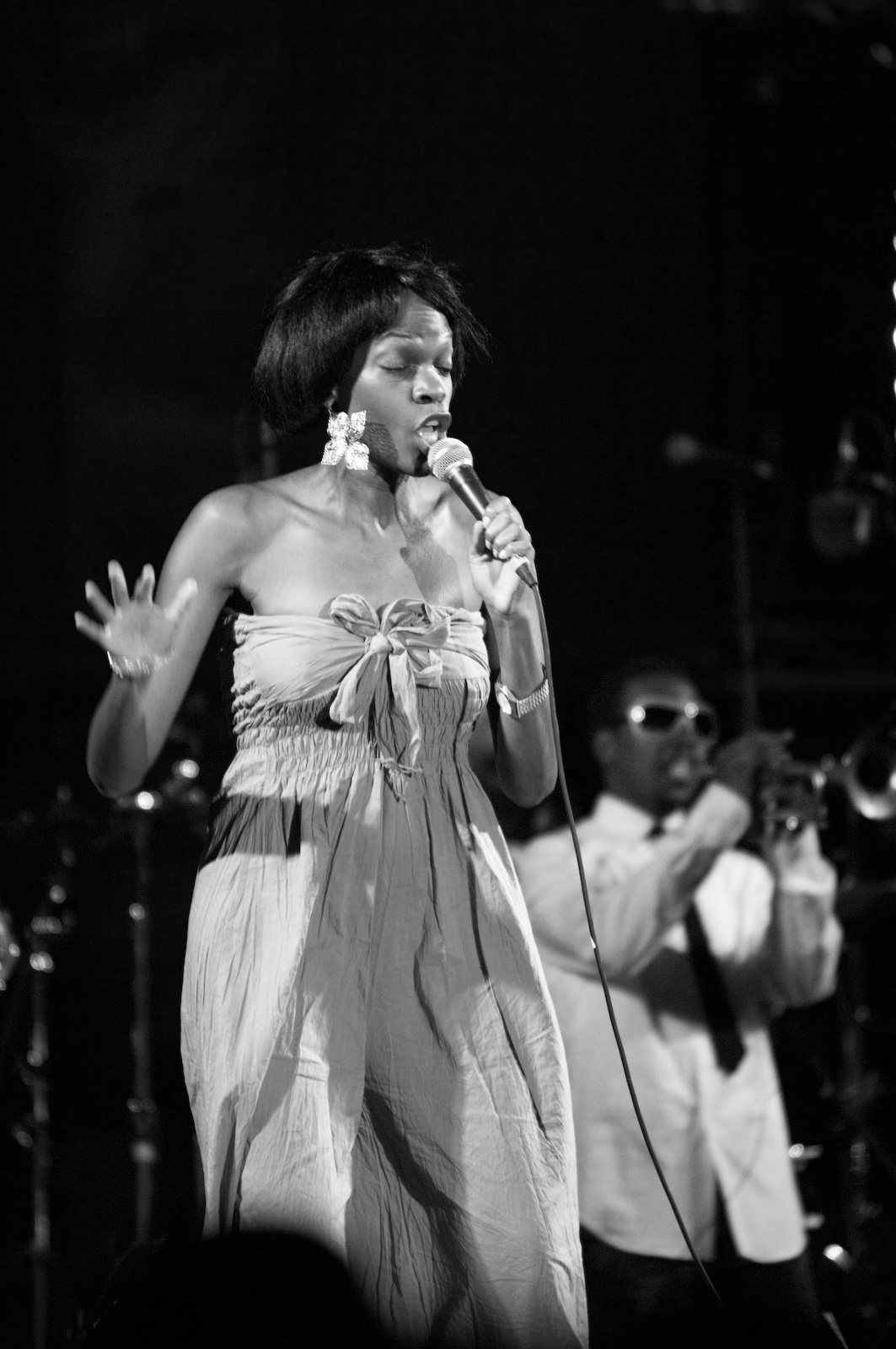
Renee Neufville 2009
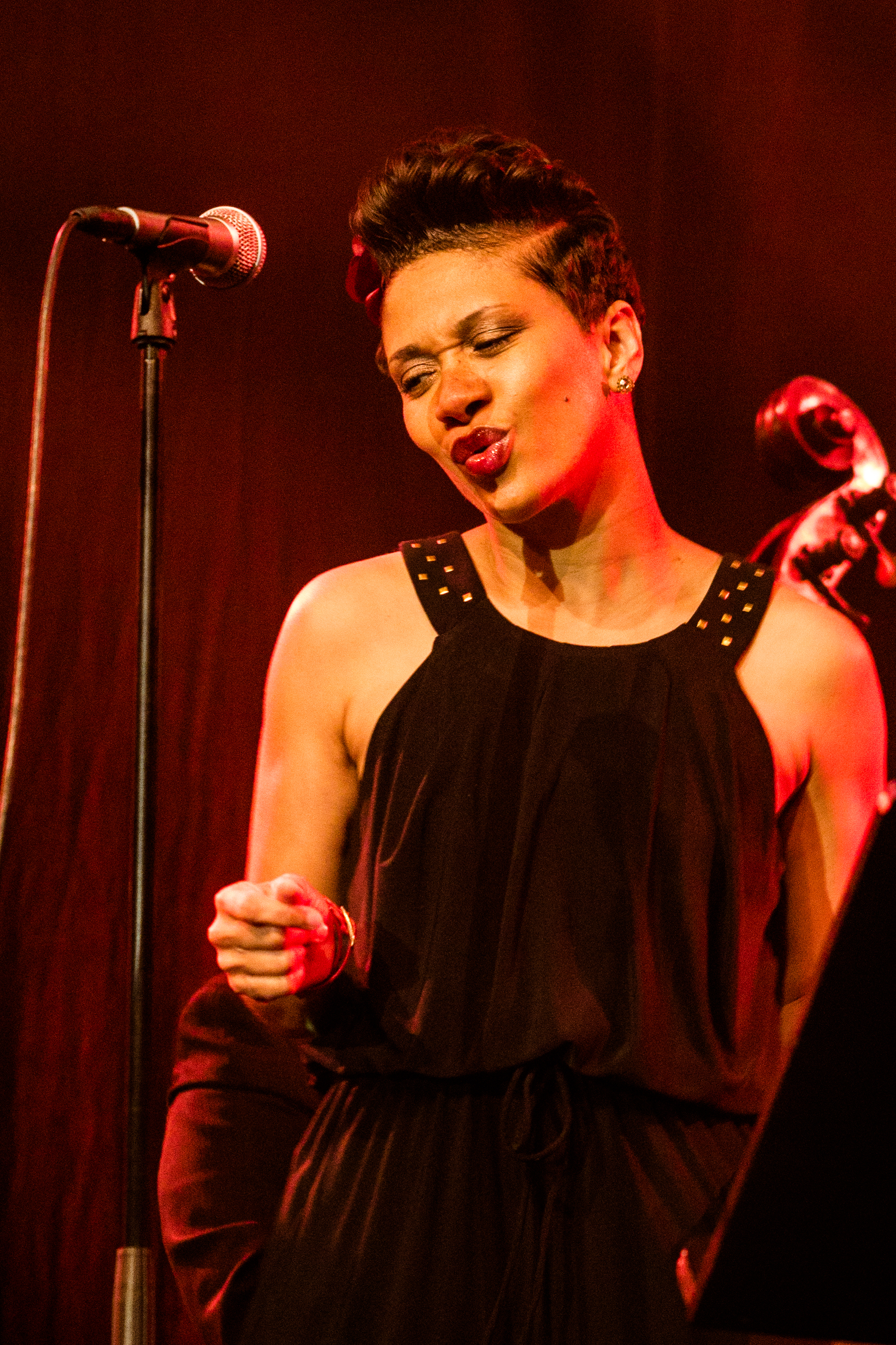
Jean Baylor 2015

## Histoire du groupe
Ce groupe, membre du collectif Flavor Unit de Queen Latifah, a été actif entre 1993 et 1999.
Le duo est notamment connu pour ses morceaux Hey, Mr. D.J. (1993), Groove Thang,  Sending My Love (1994) et Request Line (1997).

## Discographie

### Albums studio
- 1994 : Pronounced Jah-Nay
- 1997 : Saturday Night